# 전우 (1975년 드라마)
《전우》(战友)는 KBS에서 1975년 한국전쟁 25주년 특집으로 기획되어 한국전쟁을 배경으로 하여 무공담이나 전우애를 소재로 한 반공 드라마로, 1975년 6월 29일부터 1978년 4월 8일까지 방영되었다.

## 등장 인물
- 라시찬 : 김 소위 역
- 주현
- 강민호
- 장항선
- 이원종
- 안대용
- 윤덕용
- 조재훈
- 맹호림
- 송석호
- 서상익
- 박해상
- 유병한
- 김해권
- 김경하
- 허영
- 박정웅
- 장학수
- 임병기
- 임영식
- 이한승
- 김태환
- 김상훈
- 오중훈
- 황길용
- 이강수
- 천정우
- 이현두
- 안광진
- 조명남
- 장미자
- 이종만
- 이한수
- 김동수
- 한주영
- 이명원
- 송재호

## 참고 자료
- 곰PD (2008년 5월 5일). “전우, 그리고 나시찬의 추억”. 《곰PD의 전쟁이야기》. 2012년 12월 2일에 원본 문서에서 보존된 문서.